# Michael Laver
Michael Laver (ur. 3 sierpnia 1949 w Londynie) – brytyjski teoretyk polityki.
Urodził się w Londynie w 1949 roku. Zdobył tytuł licencjata i magistra na Uniwersytecie w Essex. Został doktorem na Uniwersytecie w Liverpoolu. Pełni obecnie funkcję dziekana wydziału nauk społecznych na Uniwersytecie Nowojorskim, gdzie wykłada również na wydziale politologii. Jest członkiem Amerykańskiej Akademii Sztuk i Nauk (American Academy of Arts and Sciences) oraz Królewskiej Akademii Irlandzkiej (Royal Irish Academy). Edytor serii książek New Comparative Politics wydawanych przez Wydawnictwo Uniwersytetu Michigan.

## Wybrane publikacje
- Playing Politics, Wydawnictwo Penguin Books, 1980.
- ThePolitics of Private Desires, Wydawnictwo Penguin Books, 1981.
- The Crime Game, Wydawnictwo Basil Blackwell, 1982.
- Invitation to Politics, Wydawnictwo Basil Blackwell, 1983.
- Social Choice and Public Policy, Wydawnictwo Basil Blackwell, 1986.
- Playing Politics: the Nightmare Continues, 1997.
- Private Desires, Political Action, 1997.
- Estimating the Policy Positions of Political Actors, 2001.
- (wraz z Kennethem Benoitem) Party Policy in Modern Democracies, 2006.
- (wraz z Ernestem Sergentim) Party Competition: An Agent Based Model, 2012.